# 野田ともうします。
『野田ともうします。』（のだともうします。）は、柘植文による日本の漫画作品。地味な風貌だが一風変わった女子大学生・野田と周囲の人物の日常を描くショートコメディ。
『Kiss』（講談社）の増刊号『Kiss PLUS』（同）にて同じく2008年3月号（創刊号）より2009年11月号まで連載され、『Kiss』本誌でも2008年No.12より2016年5月号まで連載された。また、同誌Web版である『デジキス』においても2009年11月10日より2014年6月25日まで月1回新作が配信されていた。コミックスは同社のワイドKC Kissにて全7巻。
2010年6月、NHKワンセグ2の番組『青山ワンセグ開発』内にてドラマ化され、放映、2011年にはシーズン2、2012年にシーズン3が放送されている。

## 主な登場人物
野田（のだ）
本作の主人公。埼玉県にある東京平成大学文学部ロシア文学科に在籍する大学生。大学では手影絵サークルに所属。チェーンのファミリーレストラン「ジョリーズ」でウェイトレスのアルバイトをしている。
群馬県出身（著者と同じ）。眼鏡に三つ編みと地味な風貌をしている。趣味は読書で、活字中毒。独特のセンスの持ち主で、周囲の大学生からは浮いているが、逆に本人も周囲が何を考えているのか理解出来ないと感じている。一方で好奇心旺盛であり、目にしたものや聞いたものは何でも試してみたくなるタイプ。また幼稚園の年少の時から「野田さん」と呼ばれている。月曜日の雨の日は「ニセ野田」になる。特技は触っただけで本のページ数が分かる。
誕生日は10月16日。
富沢（とみざわ）
野田のウェイトレス仲間。野田のセンスには半ば呆れつつも付き合いはいい。女子会に野田を誘ったことがある。誕生日は5月10日。
亀田（かめだ）
野田のウェイトレス仲間の中年女性。夫は既に他界している。年齢は55歳(TV版では45歳)。ピョン様のファン。
三本木 絵美
野田が所属する手影絵サークルの部長。元は美大志望だったが、3浪の末に美大への進学を諦め、東京平成大学に進学。かつて当時の部長に褒められた経験から、「影絵」ではなく「手影絵」にこだわっている。あだなは「サンボ」
佐藤 宏
手影絵サークルの副部長。幼少期に一度だけ野田に会った事がある。小学校で西部線の駅名が全て言えたため、あだ名は「せいべー」。
重松（しげまつ）
野田の同級生。無口だが、心の中では饒舌。野田を観察して楽しんでいる。体は大きくないが、大食い。家は大金持ち。
山本 則夫（やまもと のりお）
野田の同級生。野田のセンスを面白がっている。
ツトムン
富沢の彼氏（実態はヒモ）。ストリートミュージシャン。

## 書誌情報
- 柘植文『野田ともうします。』講談社〈Kissコミックス〉、全7巻
  1. 2009年7月13日発売[2]、ISBN 978-4-06-337674-6
  2. 2010年5月13日発売[3]、ISBN 978-4-06-337689-0
  3. 2011年2月10日発売[6]、ISBN 978-4-06-337715-6
  4. 2012年3月13日発売[7]、ISBN 978-4-06-337742-2
  5. 2013年6月13日発売[8]、ISBN 978-4-06-337782-8
  6. 2014年6月13日発売[9][10]、ISBN 978-4-06-337799-6
  7. 2016年5月13日初版発行（同日発売[11][4]）、ISBN 978-4-06-337845-0

## テレビドラマ
2010年6月、NHKワンセグ2『青山ワンセグ開発』内にて関西テレビの関連会社メディアプルポの企画でドラマ化された。この時点では全3回の放映だったが、同枠内の番組に対する同年4月から9月にかけての視聴者からの人気投票で1位を獲得し、同局にて10月29日から全20回のレギュラー番組として放映（第1話 - 第3話は再放送）。
2011年4月16日には第1話から20話までがノンストップで連続放送された。
2011年10月から2012年3月までシーズン2が、2011年12月24日にクリスマススペシャルが、2012年10月から2013年2月までシーズン3が放送された。NHK総合テレビにて2月14日にシーズン１、15日にシーズン２、16日にシーズン3と全60本が一挙再放送された。

### キャスト

#### レギュラー
主人公
- 野田かず子 - 江口のりこ

ジョリーズ
- 富沢 - 増田有華（元AKB48）
- 亀田 - 池谷のぶえ

東京平成大学
- 部長 - 安藤サクラ
- 副部長 - 越村友一（東京セレソンデラックス）
- 重松 - 小林涼子
- 山本 - 相馬圭祐

その他
- ツトムン - 杉浦一輝（虚構の劇団）

#### ゲスト
シーズン1
- ピョン様? - 瀬川亮（8話）
- アパートのおばあさん - 菊地佐玖子（10話、19話）
- マダム - 村岡希美（14話、16話、SP）
- ジョリーズの社長 - 雑賀克郎（16話）
- 浅元あつみ - 高橋ひとみ（16話、18話）
- さいたま朝新聞のセールスマン - 森下能幸（19話）

シーズン2
- 野田さんの叔父さん - 斉木しげる（1話）
- 「八百政」のおじさん - 原金太郎（2話）
- 磯山くん（磯山二郎） - 柄本時生（6話、SP）
- 教授 - 原金太郎（7話）
- 先輩 - 福士誠治（12話）
- ピョン様 - 瀬川亮（14話）

野田さんとメリークリスマス
- おじさん - 村松利史
- 先輩警官 - 柄本明
- 警官 - 村杉蝉之介

シーズン3
- 佐山さん - 井原幹雄（8話）
- ウメさん - 大方斐紗子（8話、14話、17話）

### 各話タイトル

#### シーズン1（2010年 - 2011年）
1. 野田さんのガールズトーク（2010年6月5日、10月29日、30日）
2. 私達は期待していく（2010年6月12日、11月5日、6日）
3. 喫煙席発—過去行（2010年6月19日、11月12日、13日）
4. 野田の名前（2010年11月19日、20日）
5. 怒ってないですよ（2010年11月26日、27日）
6. コメディエンヌ誕生（2010年12月3日、4日）
7. 最後のチャンスです（2010年12月10日、11日）
8. あなたにサランヘヨ（2010年12月17日、18日）
9. 美しさとは何ですか？（2010年12月24日、25日）
10. アパートの謎（2011年1月7日、8日）
11. ひいばあちゃんの思い出（2011年1月14日、15日）
12. 私が愛したメガネ（2011年1月21日、22日）
13. 女が男に出会う時…（2011年1月28日、29日）
14. 男と女のラブゲーム（2011年2月4日、5日）
15. ささやく女達（2011年2月11日、12日）
16. 全てはお客様の為に（2011年2月18日、19日）
17. 野田ブログの行方（2011年2月25日、26日）
18. 栄光の彼方に……（2011年3月4日、5日）
19. 訪問者達（2011年3月11日）
20. 野田さんとステイチューン！（2011年4月9日）

#### シーズン2（2011年 - 2012年）
1. 叔父と私の18年（2011年10月6日、10月8日、15日） ※10月8日に予定されていたワンセグの再放送は休止（15日に延期）
2. 信じる心、忘れないでください（2011年10月13日、10月15日）
3. 野田と坊ちゃん（2011年10月20日、10月22日）
4. 魅せられて……（2011年10月27日、10月29日）
5. 夢をあきらめないで（2011年11月3日、11月5日）
6. さあ、新しい仲間をむかえましょう（2011年11月10日、11月12日）
7. 罪と罰の罠（2011年11月17日、11月19日）
8. 野田さんとりんご（2011年11月24日、11月26日）
9. ハッピーサプライズ！（2011年12月1日、12月3日）
10. 捨てられない女（2011年12月8日、12月10日）
11. 比べてはいけません（2011年12月15日、12月17日）
12. 私の黒き白鳥（2012年1月12日、1月14日）
13. 優しき人々（2012年1月19日、1月21日）
14. 棒でつく女（2012年1月26日、1月28日）
15. 野田さんの本当にあった怖い話（2012年2月2日、2月4日）
16. 野田が今、愛について考える（2012年2月9日、2月11日）
17. ある日思ったこと（2012年2月16日、2月18日）
18. 恩返しにバラを（2012年2月23日、2月25日）
19. 野田、時をかけて（2012年3月1日、3月3日）
20. 新しい旅立ち（2012年3月9日、3月10日）※木曜のワンセグ放送は休止

#### スペシャル（2011年）
- 野田さんとメリークリスマス（2011年12月24日、12月26日）※総合テレビで30分スペシャルを放送。（原作の5話分にあたるエピソードをドラマ化）
  - 野田さんとメリークリスマス
  - 今年ももう終わりです。
  - 赤くて緑な白い日
  - あなたにもメリークリスマス
  - 野田の数を数えてみたら

#### シーズン3（2012年 - 2013年）
1. ファッションがおしえてくれそうなこと
2. ロンリー・KARAOKE・フェスティバル
3. エンジョイ・サマー！
4. 時代が生んだファッションリーダーです
5. 見えます 見えます
6. 当たった大人が行きつくところ
7. そのあだ名、大丈夫ですか？
8. 老人と海の幸
9. 結婚式のおじ達よー
10. その言葉に、真実はありますか？
11. 奪われたレーゾンデートル
12. 決して見てはいけません
13. 流れ星☆キラリ
14. 野田が書いたラブレター
15. その時 心がひとつに
16. 果てしなき世界
17. 犬を連れた奥さん
18. あなたは一人じゃないんです
19. あなたを学んでいくのです
20. さよならワッショイこんにちガス

全60本一挙再放送(2022年)
NHKプラスにて配信もされる。
シーズン１：2月14日
シーズン２：2月15日
シーズン３：2月16日

### ソフトウェア
販売元：NHKエンタープライズ
- 「野田ともうします。」DVD（2011年7月22日発売）

全20話（100分）に加え特典映像としてインタビューやメイキング集を収録。
- 「野田ともうします。シーズン2」DVD&ブルーレイディスク（2012年4月27日発売）[19]

全20話（99分）に「野田さんとメリークリスマス」（スペシャル番組）やメイキング集を収録。
- 「野田ともうします。シーズン3」DVD&ブルーレイディスク（2013年07月26日発売）[19]

全20話（98分）にスペシャルメイキング集「函館の従姉妹」 うた 野田さん/おじさんの「円周率体操」/おじさんの「円周率浪曲」 NHKプレマップを収録。

### インターネット配信
映像配信サービス「U-NEXT」NHKオンデマンド
スマートフォン専用サイト：NHK-G動画on!
配信元：NHKグローバルメディアサービス
- 「野田ともうします。」（2012年3月1日配信開始）
- 「野田ともうします。シーズン2」（2012年10月22日配信開始）
- 「野田ともうします。シーズン3」